# Jorge Luís Andrade da Silva
Jorge Luís Andrade da Silva, beter bekend als Andrade, (Juiz de Fora, 21 april 1957) is een voormalig Braziliaanse voetballer en trainer. 

## Biografie
Andrade begon zijn carrière bij Flamengo, waar hij speelde in de glorieperiode van de club aan de zijde van spelers als Adílio, Nunes, Tita en Zico. Met de club won hij vier keer het Campeonato Carioca en vier keer de landstitel. In 1981 bereikte de club de finale van de Copa Libertadores tegen het Chileense Cobreloa. Zico leidde het team naar de overwinning en speelde daarna de intercontinentale beker tegen Liverpool FC, die de club ook won. In 1988 ging hij voor het Italiaanse Roma spelen, maar keerde na één seizoen al terug naar Brazilië om er voor Vasco da Gama te spelen. De club won de landstitel. Hierna speelde Andrade nog voor kleinere clubs en won met Desportiva en Operário nog de staatstitel. 
Na zijn spelerscarrière werd hij trainer. In 2009 nam hij de job van Cuca over bij Flamengo en won er de landstitel mee en werd tot beste trainer van de Série A bekroond. Hierna coachte hij kleinere clubs. In 2011 moest hij Paysandu naar de Série B leiden, maar omdat dit mislukte werd hij er ontslagen. 